# 國際序列式ATA組織

SATA-IO 標誌

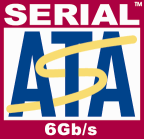
SATA 6Gb/s官方標誌

國際序列式ATA組織（英語：Serial ATA International Organization），是一個提供制定、規範與支援電腦工業中SATA規格的獨立、非營利性社會組織。SATA-IO是由產業界的數個領導廠商於2004年7月所創立，前身為序列式ATA工作小組(Serial ATA Working Group)。
SATA-IO直接隸屬於INCITS並且經由INCITS間接隸屬於ANSI。

## 會員
目前國際序列式ATA組織有許多的會員加入，並由以下的會員廠商所領導：
- 戴爾
- 惠普
- 昱科環球儲存
- 英特爾
- 邁威爾科技
- PMC-Sierra（英语：PMC-Sierra）
- 新帝
- 希捷
- 威騰電子

## 外部連結
- SATA-IO官網（页面存档备份，存于）
- 美國國家標準協會官網（页面存档备份，存于）
- 國際資訊技術標準委員會官網* （页面存档备份，存于）
- T13技術委員會官網 (AT Attachment)